# St. Ägidius (Rothhausen, katholisch)

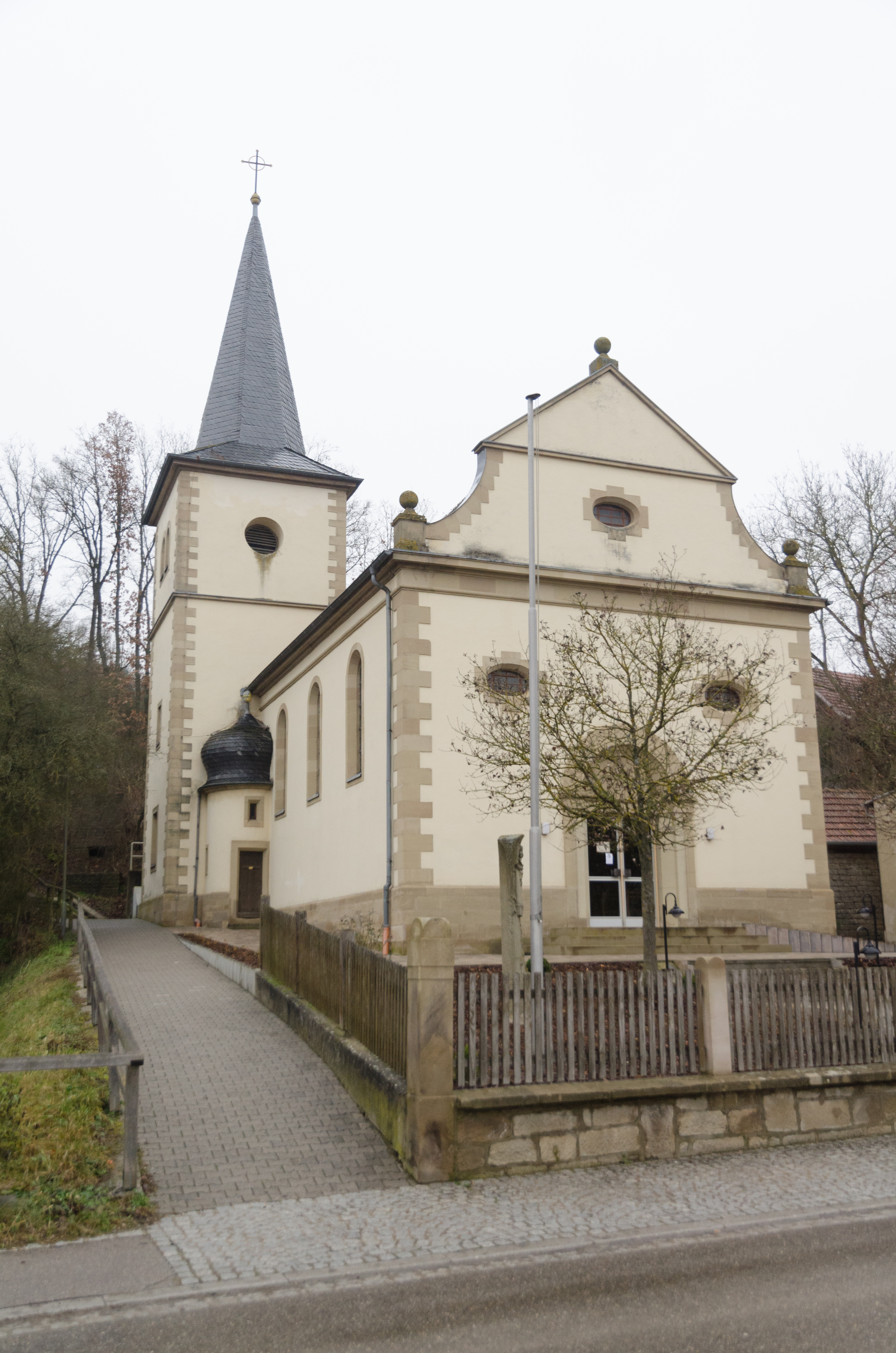
Die katholische St. Ägidius-Kirche von Rothhausen

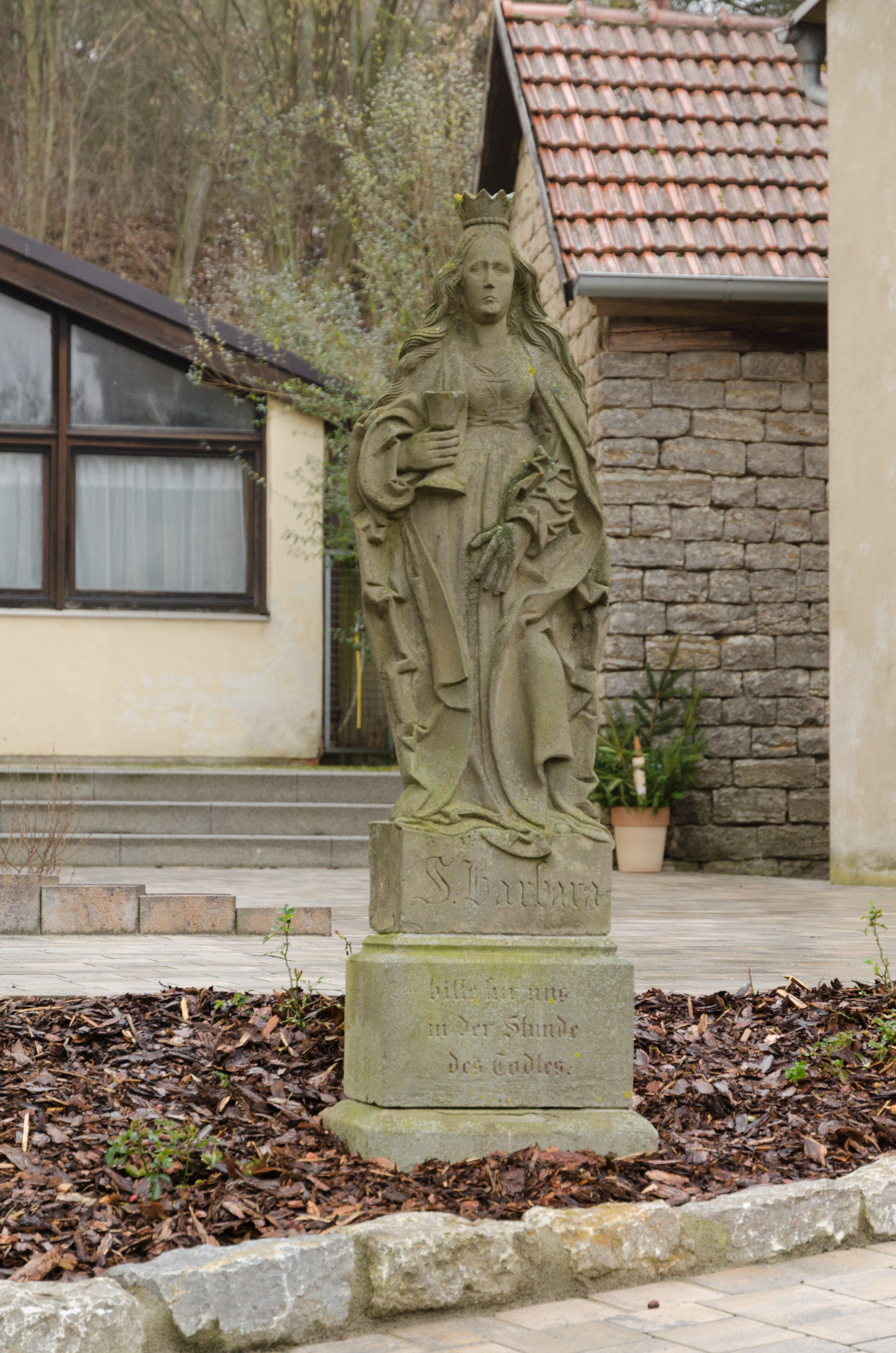
Sandsteinfreifigur der hl. Barbara von Nikomedien

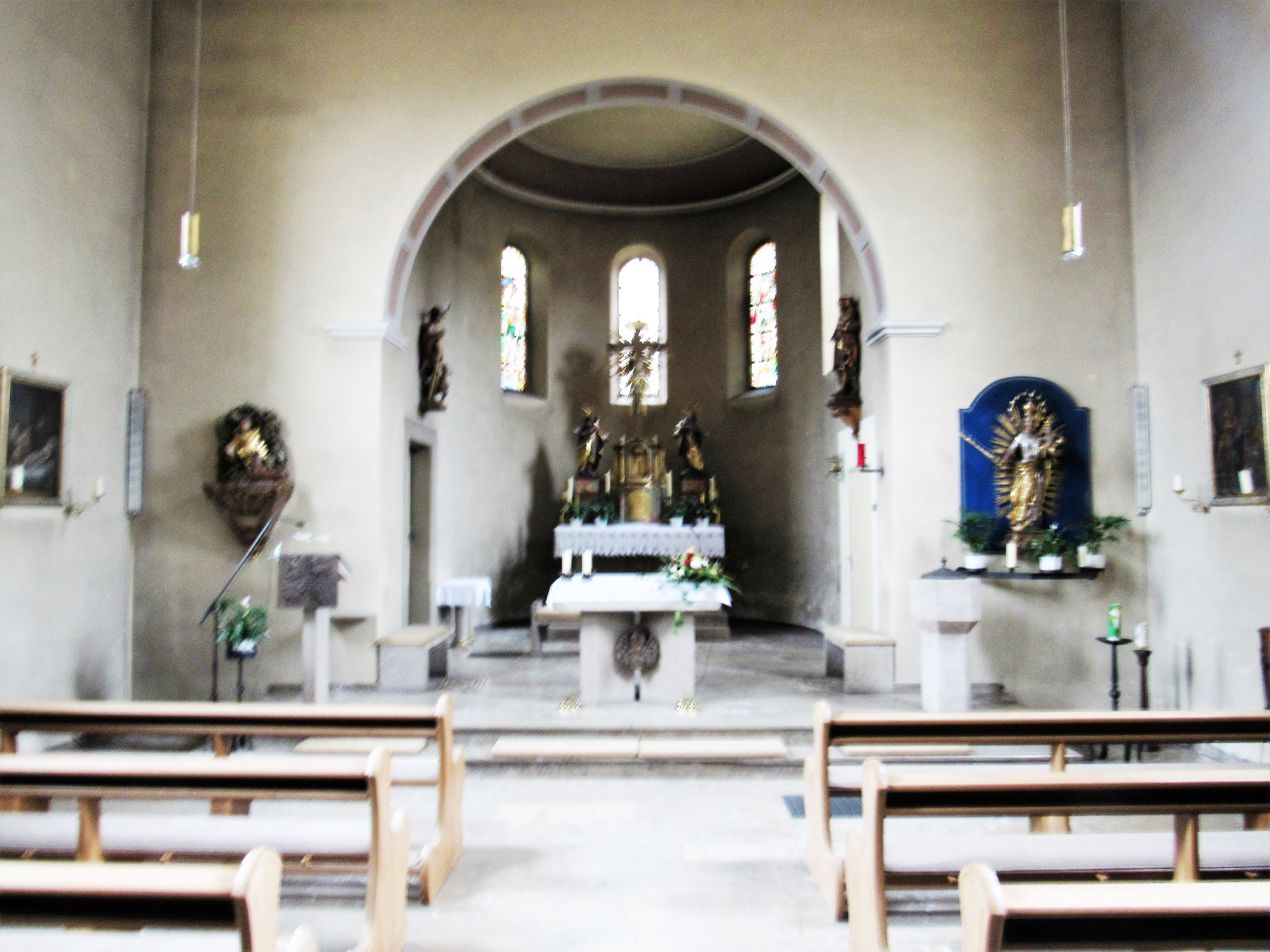
Inneres der Kirche

Die römisch-katholische Kirche St. Ägidius befindet sich im bayerischen Rothhausen, einem Stadtteil der Gemeinde Thundorf in Unterfranken im unterfränkischen Landkreis Bad Kissingen. Sie ist dem heiligen Ägidius geweiht.
Die Kirche gehört zu den Thundorfer Baudenkmälern und ist unter der Nummer D-6-72-157-29 in der Bayerischen Denkmalliste registriert.
In Rothhausen befindet sich eine weitere Kirche gleichen Namens, und zwar die evangelisch-lutherische, 1608 entstandene St.-Ägidius-Kirche.

## Geschichte
Vor dem Bau der Kirche wurde mehrere Jahrhunderte lang die evangelische Kirche des Ortes als Simultankirche, das heißt, von beiden Konfessionen gemeinsam genutzt. Diese Situation wollte der katholische Pfarrer Heider bei seinem Amtsantritt im Jahr 1908 ändern und entschloss sich zum Bau eines katholischen Gotteshauses im Ort. Es entstand ein Kirchenbauverein, die Männer des Ortes, die als Soldaten in den Ersten Weltkrieg zogen, versprachen, nach ihrer Heimkehr eine Kirche zu bauen.
Im Jahr 1923 begannen die Bauarbeiten für die Kirche. Einzelheiten über den Bau der Kirche sind nicht bekannt; auch im Protokollbuch der katholischen Kirchenverwaltung ist hierzu nichts überliefert. In der Umgebung des Ortes wurden Naturalien und Geld gesammelt, so dass am 2. April 1923 die Grundsteinlegung stattfinden konnte. Die Kirche wurde am 25. Oktober 1924 während der Amtszeit von Pfarrer Heiders Nachfolger, Pfarrer Heinrich Grimm, geweiht.
Alter und Herkunft der im rechten Vorgarten der Kirche befindlichen Freifigur sind unbekannt. Sie soll sich bereits vor der Entstehung der Kirche auf dem Kirchengelände, das zuvor ein Garten der Familie Kehl gewesen war, befunden haben. Die aus Sandstein befindliche Darstellung der hl. Barbara von Nikomedien, eine der Vierzehn Nothelfer, trägt auf dem Sockel die Inschrift „Bitte für uns in der Stunde des Todes“. Die Figur wurde im Jahr 1950 auf Veranlassung von Pfarrer Seufert restauriert.
Der Hochaltar und eine Holzfigur des hl. Ägidius wurden von der evangelischen St. Ägidius-Kirche in die neue Kirche übernommen. Ein Großteil der Inneneinrichtung wie die Holzkanzel, die Herz-Jesu-Statue, die Statue des hl. Josef und der von einem fränkischen Barockmaler – möglicherweise Johann Peter Herrlein – gemalte Kreuzweg wurden von der Metzgersgattin Katharina Keller gestiftet.
Im Jahr 1941 wurde für die Kirche eine Orgel angeschafft. Sie wurde 1880–1890 vom königlichen Hoforgelbauer Martin Hechenberger gebaut. Seit 1936 stand sie in der Hauskapelle des Studienseminars St. Josef in Münnerstadt und wurde im Jahr 1940, als die Nationalsozialisten das Seminar in ein Schullandheim umwandelten, im Kloster St. Michael eingelagert, bis sie 1941 nach Rothhausen kam.
Im Jahr 1972 begannen die Planungen für eine Renovierung der Kirche, die schließlich im Jahr 1974 aus Anlass des 50-jährigen Bestehens des Gotteshauses stattfand. In diesem Zusammenhang wurden der Altarraum – wobei Kunstmaler H. Mönch aus Saal/Saale den Altar neu gestaltete – und das Portal umgestaltet, eine neue Empore eingezogen sowie eine größere Sakristei errichtet; die alte Sakristei wurde zum Abstellraum umfunktioniert. Die nicht mehr benötigte Treppe zur Kanzel wurde entfernt, da Platz für Sitzbänke gebraucht wurde. Die Gesamtkosten der Renovierung betrugen 150.000 DM, die großteils durch Spenden gedeckt wurde. Die evangelische Kirchengemeinde des Ortes stellte während der Renovierungsarbeiten ihre Kirche den katholischen Mitchristen wiederum zur Verfügung.
Bei einer Innenrenovierung im Jahr 1984 wurde die Sakristei zu einer Kapelle umfunktioniert. Ferner wurde der von Katharina Keller gestiftete Kreuzweg, der jahrelang auf dem Dachboden der Kirche gelagert worden war, vom Kirchenmaler Mönch aus Saal restauriert. Die Kosten der Restaurierung wurden von 14 Familien des Ortes übernommen, wobei jede Familie die Restaurierung eines Bildes finanzierte. Auch die Figuren des hl. Joseph, des hl. Wendelin und die Herz‑Jesu‑Statue sowie die Kanzel wurden restauriert. Die Gesamtkosten der Innenrenovierung beliefen sich auf 40.000 DM; etwa 25.000 DM davon waren Spenden.